# フロートボート
フロートボート（英:Float boat）とは、両サイドにフロートと呼ばれるポリタンクに似た浮力体を装備した小型の船舶である。

## 概要
ゴムボートと比べ折りたたむ事が出来ないため収納性が低いが、代わりに空気を入れる必要がない。簡易な組み立てのみで準備が整い出航までの時間が非常に短い。また、岩礁や堤防などの擦れに強くパンクのリスクが殆どない。
両サイドにフロートを装備する構造上、船体の幅が広くなるがゴムボートやカヌーと比べ非常に安定し、船上作業を伴う釣りに向く。
フロートは取り外して船体のデッキスペースに収納する事ができるため、ステーションワゴンクラスであればカーキャリアに積むことなく車内に積載することも可能。
船外機を搭載する事も可能で、コストと実用性は優れている。